# Алессіо Аллегрія
Алессіо Аллегрія (нід. Alessio Allegria; 28 липня 1995, Генк, Бельгія) — бельгійський футболіст, нападник клубу «Патрія Ейсден Масмехелен».

## Кар'єра

### Клубна
Є вихованцем бельгійського «Вестерло». У 2013—2014 роках виступав за молодіжний склад «Зюлте-Варегема». Футбольну кар'єру починав 2014 року в «Патрія Ейсден Масмехелен». У 2015 році перейшов в «Гел». У 2016 році підписав контракт з клубом «Серен». На початку 2017 року став гравцем казахстанського клубу «Шахтар» Караганда.

### У збірній
У 2013 році виступав за збірну Бельгії до 18 років.